# 三十三間堂

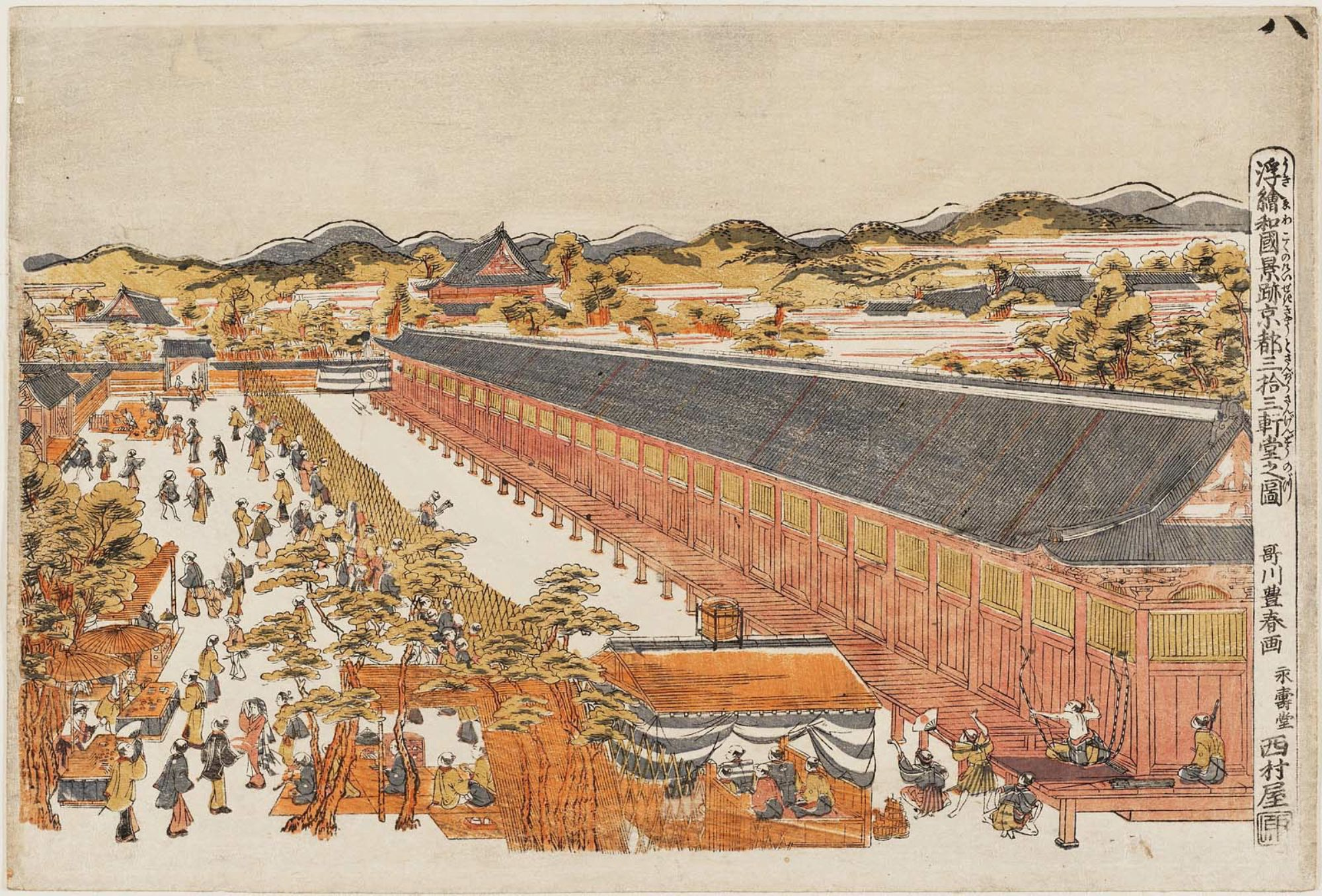
江戸時代の三十三間堂（18世紀後半、歌川豊春画）。

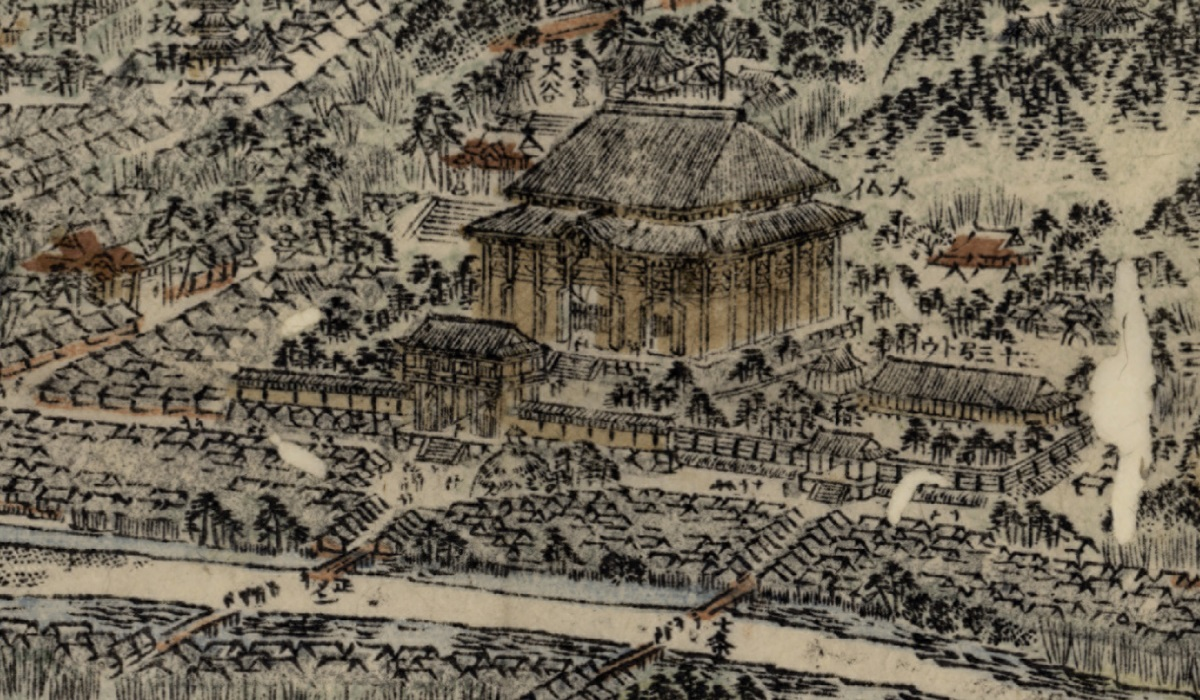
江戸時代作の絵図に描かれた三十三間堂 左隣に見えるのが方広寺大仏殿 (京の大仏)(「花洛一覧図」京都府立京都学・歴彩館デジタルアーカイブ 一部改変)

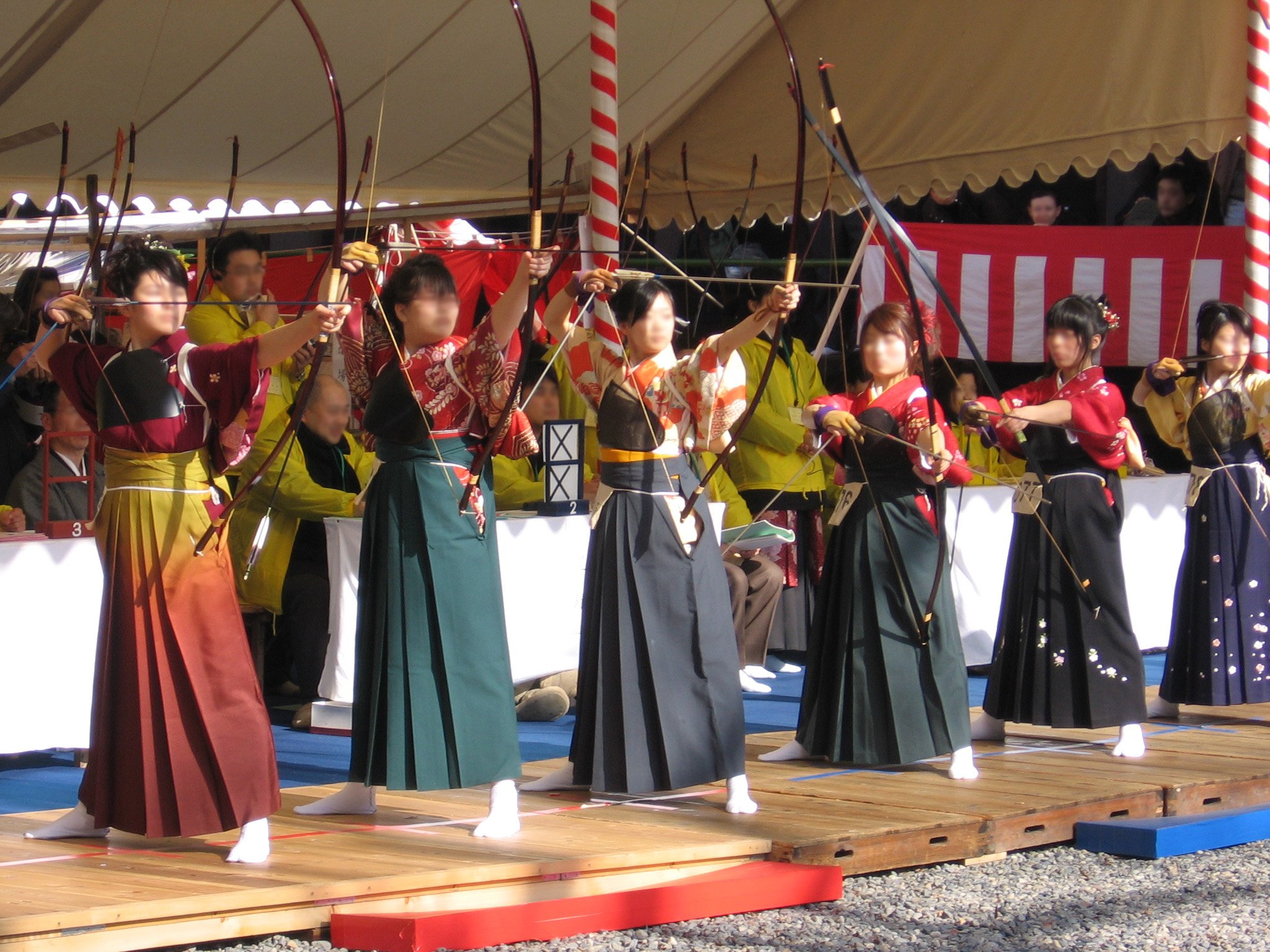
通し矢に因んで始められた「大的大会」。成人を迎える射手が弓を引く

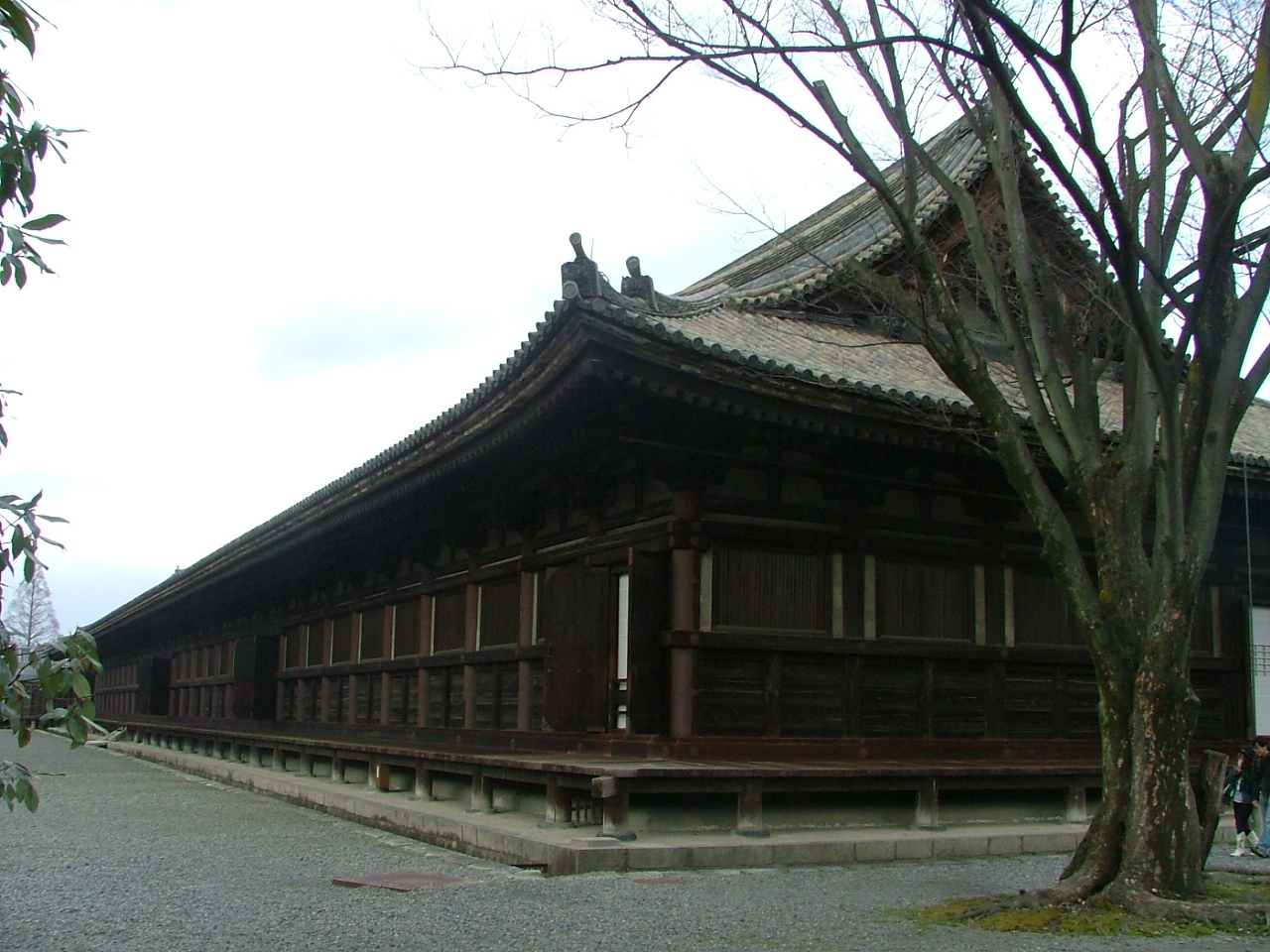
本堂（南面）

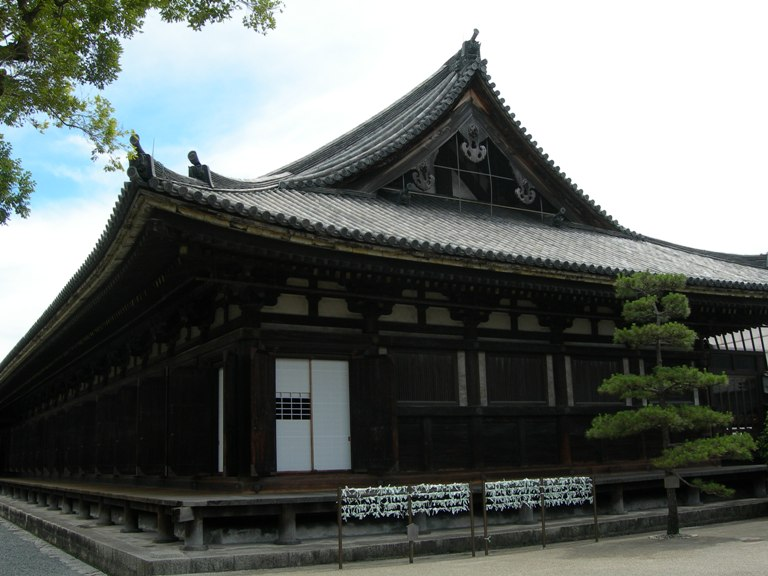
本堂（北面）

三十三間堂（さんじゅうさんげんどう）は、京都市東山区三十三間堂廻町にある天台宗の寺院。本尊は千手観音。建物の正式名称は蓮華王院本堂（れんげおういんほんどう）。同じ京都市東山区にある妙法院の飛地境内であり、同院が所有・管理している。元は後白河上皇が自身の離宮内に創建した仏堂で、蓮華王院の名称は千手観音の別称「蓮華王」に由来する。洛陽三十三所観音霊場第17番札所。

## 歴史
この地には元々後白河上皇（1127年 - 1192年）が離宮として建てた法住寺殿があった。その広大な法住寺殿の一画に建てられたのが蓮華王院本堂としての三十三間堂である。上皇が眠る「法住寺陵」は三十三間堂の東隣にある。 
上皇が平清盛に建立の資材協力を命じて長寛2年12月17日（1165年1月30日）に完成したという。創建当時は五重塔なども建つ本格的な寺院であったが、建長元年（1249年）の建長の大火で焼失した。文永3年（1266年）に本堂のみが再建されている。現在「三十三間堂」と称されている堂であり、当時は朱塗りの外装で、内装も極彩色で飾られていたという。建築様式は和様に属する。
三十三間堂について次のような伝承がある。後白河上皇は長年頭痛に悩まされていた。熊野参詣の折にその旨を祈願すると、熊野権現から「洛陽因幡堂の薬師如来に祈れ」とお告げがあった。そこで因幡堂に参詣すると、上皇の夢に僧が現れ「上皇の前世は熊野の蓮華坊という僧侶で、仏道修行の功徳によって天皇に生まれ変わった。しかし、その蓮華坊の髑髏が岩田川の底に沈んでいて、その目穴から柳が生え、風が吹くと髑髏が動くので上皇の頭が痛むのである」と告げた。上皇が岩田川（現在の富田川）を調べさせるとお告げの通りであったので、三十三間堂の千手観音の中に髑髏を納め、柳の木を梁に使ったところ、上皇の頭痛は治ったという。「蓮華王院」という名前は前世の蓮華坊の名から取ったものであるという。この伝承により「頭痛封じの寺」として崇敬を受けるようになり、「頭痛山平癒寺」と俗称された。
なお、これより前、後白河上皇の父・鳥羽上皇は平清盛の父の平忠盛の寄進により、鴨東白河に聖観音を祀る得長寿院千体堂（三十三間堂、文治地震で倒壊したとされる）を営んでいる。2人の上皇がいずれも平氏の棟梁の寄進により寺院を造営していることは、平氏隆盛の一因として留意する必要がある。
室町時代、室町幕府の将軍足利義教の命により、永享5年（1433年）から5年をかけて、本堂や仏像の本格的な修復が行われている。
桃山時代には、豊臣秀吉による方広寺(京の大仏)造営により、三十三間堂や後白河天皇法住寺陵もその境内に含まれ、周囲の築地塀（現・太閤塀）などが整備された。慶長5年（1600年）には豊臣秀頼によって南大門が、翌慶長6年（1601年）には西大門（現・東寺南大門）が建立されている。また、その間に本堂や仏像の修復が行われている。
豊臣家の滅亡後、江戸時代の初期には方広寺ともども三十三間堂は妙法院の管理下に置かれるようになった。現在も三十三間堂は妙法院の飛び地（境外仏堂）となっている。
江戸時代中期に発生した京都史上最悪の大火とされる、天明8年（1788年）の天明の大火では、三十三間堂の立地する洛東地域は、焼亡を免れた。
寛政10年（1798年）の7月1日（旧暦）に隣接する方広寺大仏殿に落雷があり、それにより火災が発生し、翌2日まで燃え続け、方広寺の伽藍である大仏殿・大仏（京の大仏）・仁王門・回廊がほぼ全て焼失した。方広寺大仏殿は（東大寺大仏殿の規模を上回り）当時国内最大の木造建築物であり、火災の際の熱や火の粉で三十三間堂も類焼してもおかしくない状況であったが、奇跡的に類焼を免れた。横山華山作の花洛一覧図（木版摺）は、大仏焼失後の文化5年（1808年）に出版された京都の鳥瞰図であるが、巨大な方広寺大仏殿があえて描かれ（理由は諸説あり)、江戸時代における三十三間堂と方広寺の位置関係が把握しやすい。京都に伝わる「京の 京の 大仏つぁんは 天火で焼けてな 三十三間堂が 焼け残った ありゃドンドンドン こりゃドンドンドン」というわらべ歌はこの時の火災のことを歌っている。
2017年（平成29年）には、45年にわたった千手観音立像全1,001体の修復が完了した。

## 所在地と敷地の建物配置

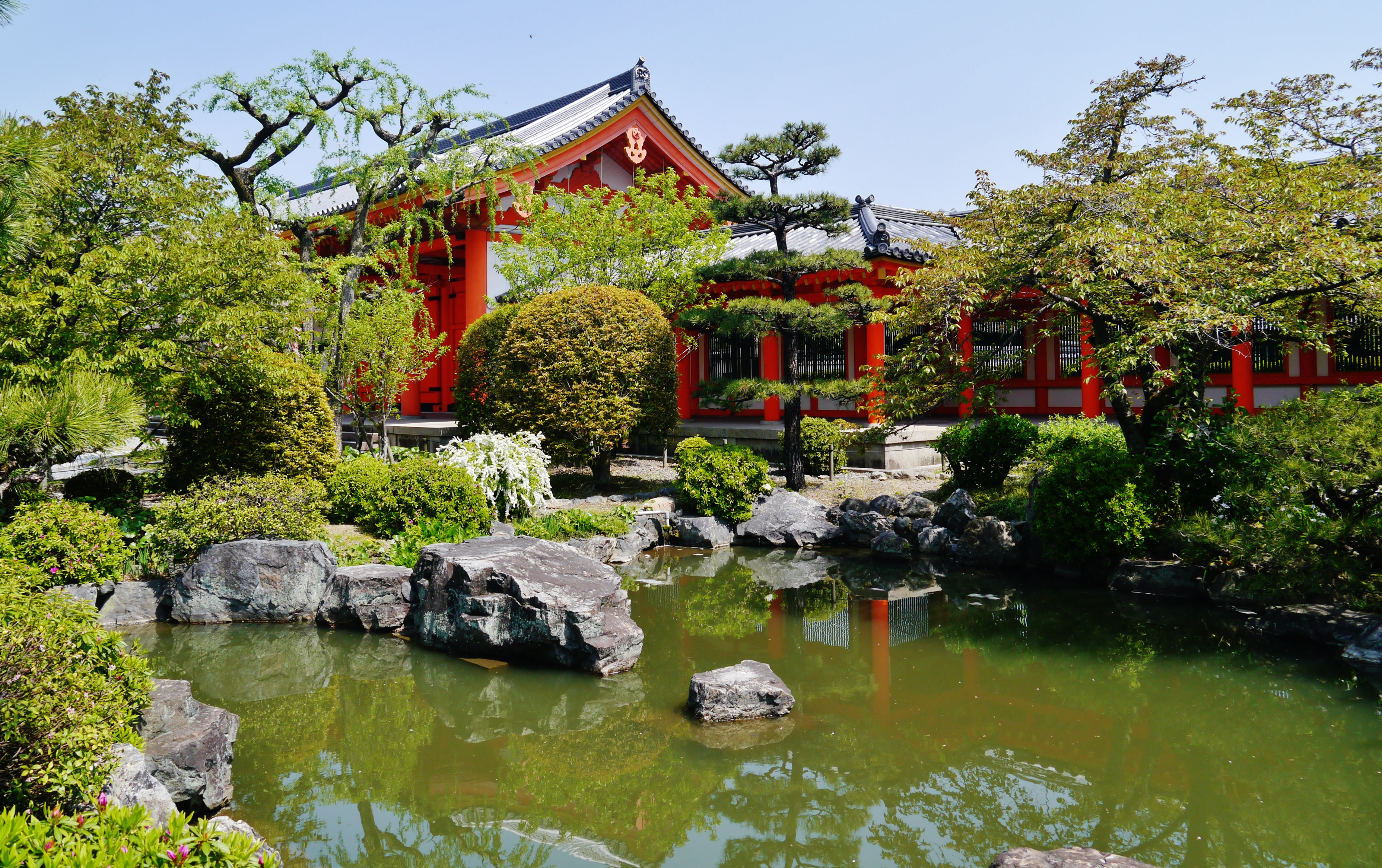
東大門と池泉（本堂の東側にある庭園）

三十三間堂の京都府京都市東山区三十三間堂廻り町657。この敷地は、北は七条通（その北は京都国立博物館）、南は塩小路通、西は大和大路通、東は赤十字血液センター（その東は東大路通）に囲まれた南北に長い長方形である。園内は北に駐車場、南には太閤塀がある。駐車場のすぐ南の西の入口から入り、さらに入場料を払って内苑に入れる。本堂は内苑の中央に南北に長い建物で、建物内に諸仏が置かれていて、参拝者は本堂内の西の廊下を北から南へ歩く。本堂の東の庭は「通し矢」が行われる所で、本堂の東側は美しい庭園になっていて、手水舎・東大門（閉鎖）の北と南にそれぞれ池泉がある。

## 本堂
国宝。三十三間堂と呼ばれる。現在の堂は文永3年（1266年）に再建されたもの。当初の建物は平清盛が後白河上皇のために長寛2年（1165年）に建立したものだったが、建長元年（1249年）の建長の大火で焼失した。洛中にある建物の中では大報恩寺本堂に次いで古く、洛中で鎌倉時代にまで遡る建物はこの2棟のみである。入母屋造、本瓦葺き、桁行35間、梁間5間とする。実長は桁行が118.2メートル、梁間が16.4メートルである。軒は二軒繁垂木（ふたのきしげだるき）、組物は出組（肘木を壁面から一手持ち出す）を用いる。柱間装置は正面はすべて板扉、側面は最前方の一間のみ板扉で他は連子窓、背面は5か所に板扉を設け、他を連子窓とする。正面中央に7間の向拝を設ける。現状の向拝は江戸時代初期、慶安3年（1650年）のものであるが、後白河上皇による創建当初から現状のような形式の向拝が取り付いていたとみられる。
内部は板敷で、桁行33間、梁間3間の身舎（もや）の四方に1間幅の庇を設けた形になる。身舎が内陣すなわち仏像を安置する空間にあたる。内陣は中央の桁行3間分を内々陣とし、本尊千手観音坐像を安置する。その左右、各桁行15間分は10段の階段状の長大な仏壇とし、千手観音立像1,000躯を安置する（千手観音立像は他に本尊の背後にもう1躯ある）。天井は内々陣部分が折上げ組入天井、左右の部分は二重虹梁蟇股（にじゅうこうりょう かえるまた）に化粧屋根裏（天井板を張らず、垂木を見せる）とする。庇部分（背面を除く）は各側柱（建物外周に立つ柱）から身舎柱へ繋梁を上下二重に渡す。各身舎柱間を飛貫（ひぬき、頭貫の一段下に位置する水平貫通材）で繋ぐこと、繋梁のうち下段のものが身舎柱を貫いて突出し、その部分に大仏様（よう）の木鼻（装飾的な彫り）を設けることなどが特色である。これらの特色は鎌倉時代の新たな工法を示すものである。
現状では堂の内外に彩色はみられないが、1930年（昭和5年）の修理時に、虹梁下面に貼付された装飾鏡の座を外した下から極彩色の文様が現れ、建立当初の堂は彩色で覆われていたことが判明した。

### 「三十三間」の由来と構造
三十三間堂の名称は、本堂が間面記法で「三十三間四面」となることに由来する。これは桁行三十三間の周囲四面に一間の庇（廂）を巡らせたという意味である。つまり柱間が33あるのは本堂の内陣（母屋・身舎）であり、建物外部から見える柱間は35ある。正面に7間の向拝があるが、この区域は慶安2年（1649年）から慶安4年（1651年）頃の増築である。
ここでいう「間」（けん）は長さの単位ではなく、社寺建築の柱間の数を表す建築用語である。三十三間堂の柱間寸法は一定ではなくその柱間も今日柱間として使われる京間・中京間・田舎間のどれにも該当しない。しばしば「三十三間堂の1間（柱間）は今日の2間（12尺）に相当するから、堂の全長は33×2×1.818で約120メートルとなる」、と説明されることがあるが、これは柱間の数についても、柱間の長さについても誤りである（ただし実際の外縁小口間の長さ約121メートルとほとんど一致する）。
そもそも「33」は観音菩薩に縁のある数字で、『法華経』等に観音菩薩が33種の姿に変じて衆生を救うと説かれることによる。俗に「三十三間堂の仏の数は三万三千三十三体」というのは、本尊と脇仏の一千一体がそれぞれ33に化身するからである。
また、2016年（平成28年）に京都市埋蔵文化財研究所の調査により、地盤は砂と粘土を層状に積んで構成されていることが明らかになった。これは積層ゴムが建物の揺れを吸収する「免震」のメカニズムと共通している。

## 通し矢
本堂西側の軒下（長さ約121m）を南から北に矢を射通す弓術の競技。安土桃山時代に行われ始め、江戸時代前期に各藩の弓術家により盛んに行われ、京の名物行事となった。縁の北端に的を置き、縁の南端から軒天井に当たらぬよう矢を射抜き、その本数を競った（右上浮世絵画像参照）。藩の後押しで多くの弓術家が技量を競ったことから弓術家の名誉となり、一昼夜での通し矢数を競う「大矢数」の記録達成者は「天下一」を称した。貞享3年（1686年）4月27日に紀州藩の和佐範遠（大八郎）が総矢数13,053本中通し矢8,133本で天下一となり、これが現在までの最高記録である。

### 大的大会
通し矢の伝統に因み、現在は「楊枝のお加持」大法要と同日（1月中旬）に、本堂西側の射程60mの特設射場で矢を射る「三十三間堂大的全国大会」が行われる。大会参加者のうち新成人女性が振袖袴姿で行射する場面は、しばしばニュース番組等で取り上げられる。一般的には「通し矢」と呼ばれているが、60mは弓道競技の「遠的」の射程であり、軒高による制限もないことから、江戸時代の通し矢における風景とはまったく異なっている。

## 堂内の諸仏

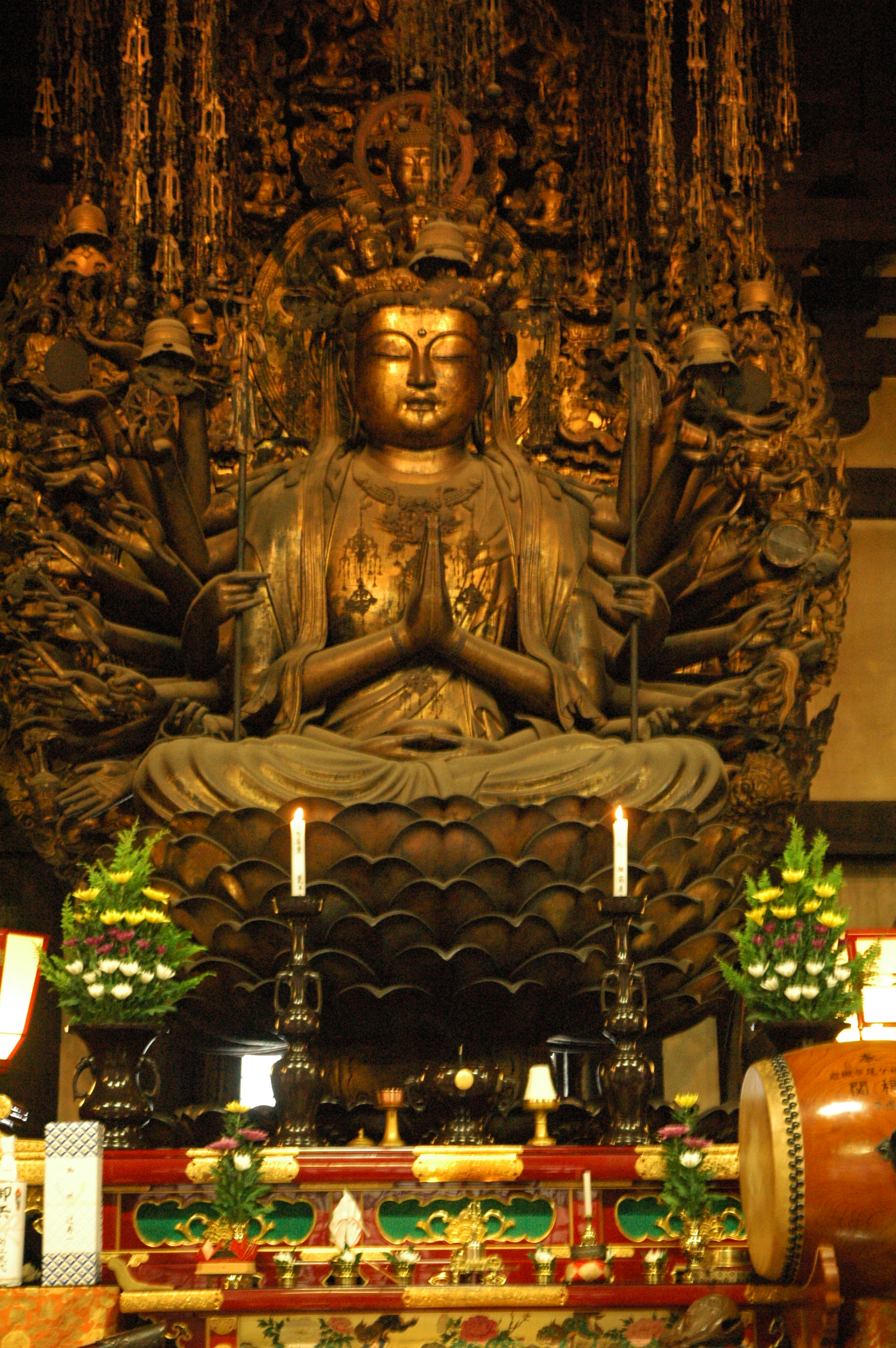
本尊千手観音像（湛慶作）

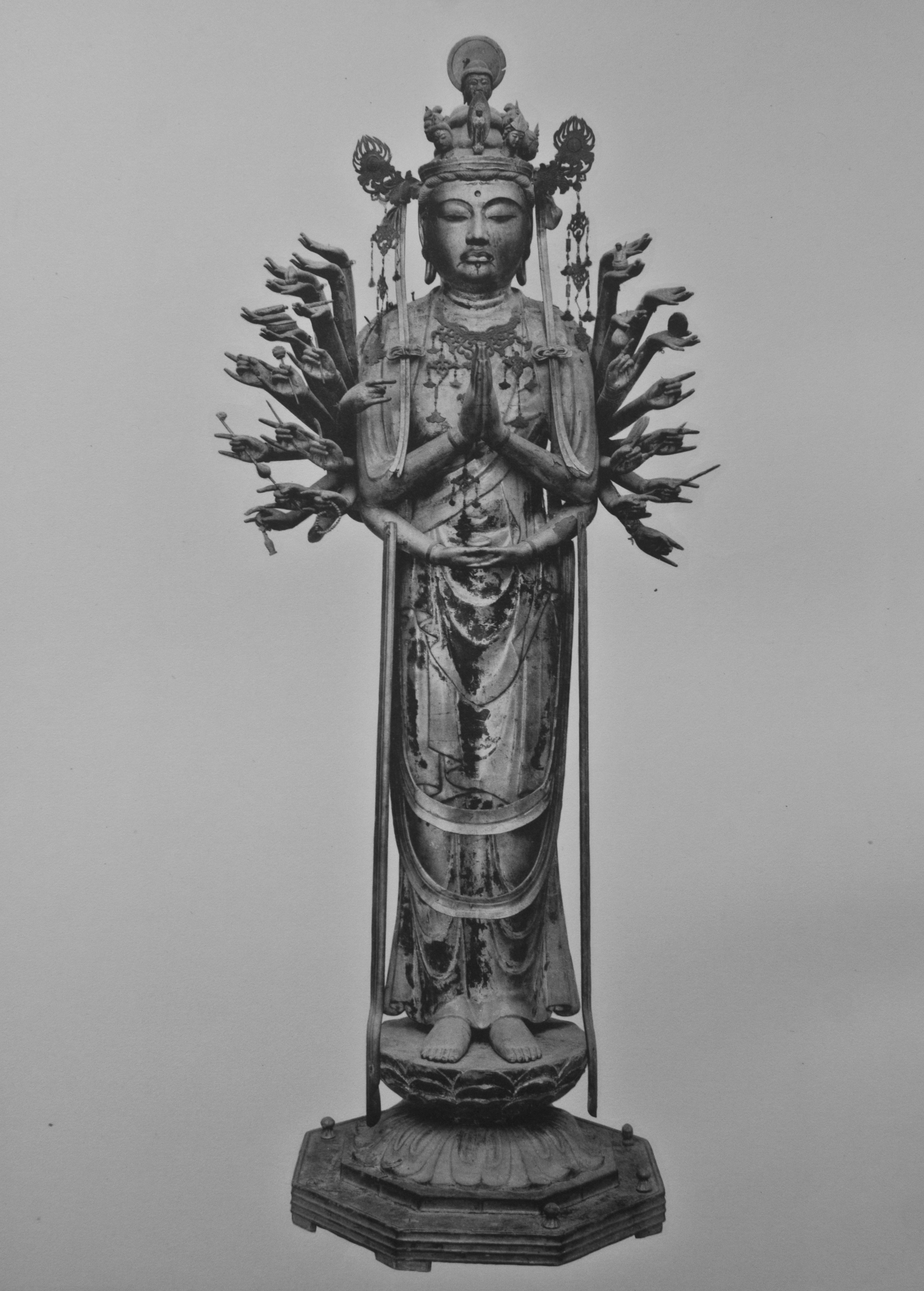
千手観音立像1001躯のうち20号像（湛慶作）

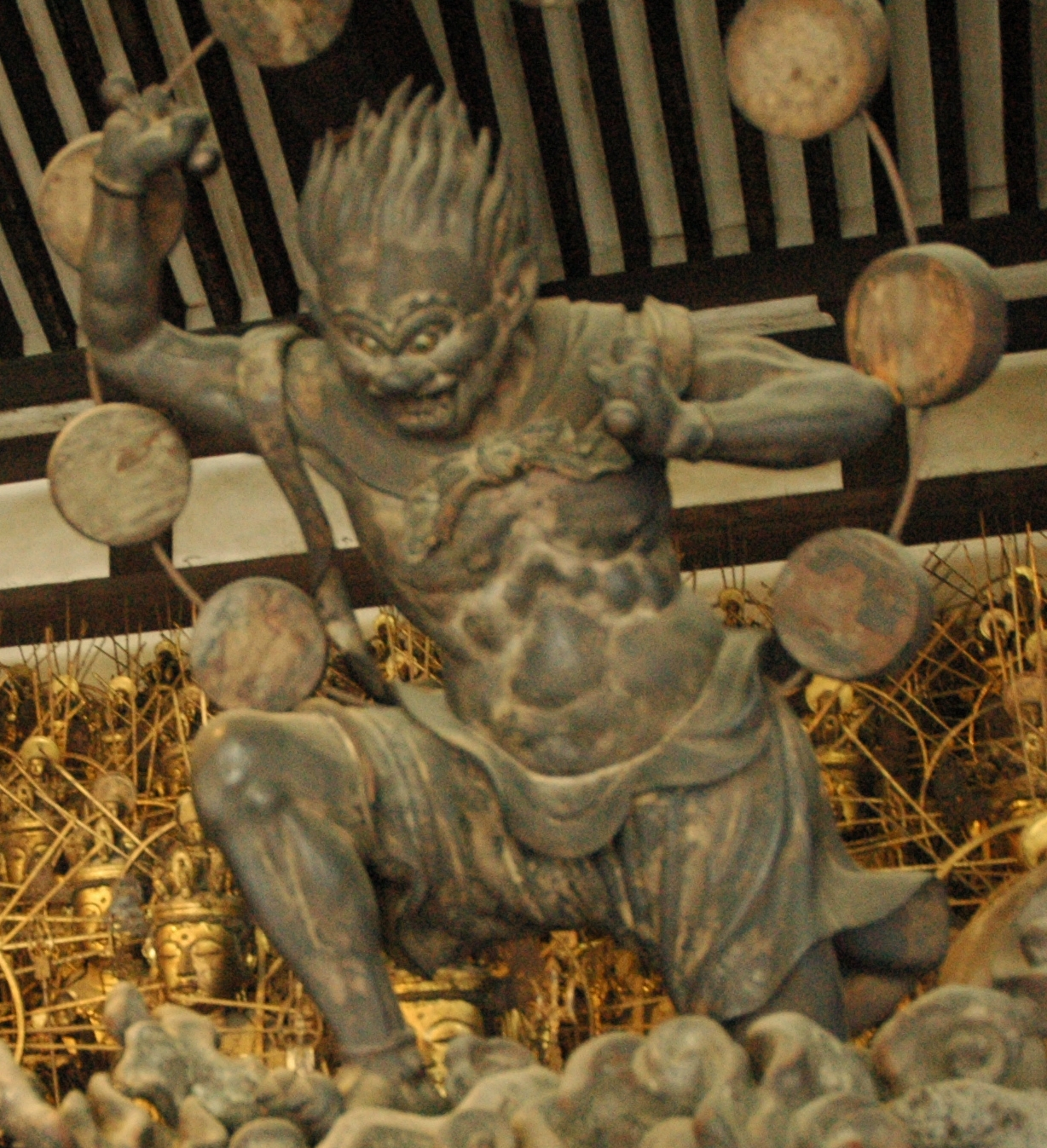
風神雷神像のうち雷神

堂内中央に鎌倉時代の仏師湛慶作の本尊千手観音坐像を安置。本尊の左右には長大な階段状の仏壇があり、左右の仏壇に各500体（50体Ｘ10段）の千手観音立像が立ち並ぶ。千手観音立像は本尊の背後にもう1体あり、計1,001体となる。1,001体のうちの一部の像は東京・京都・奈良の国立博物館に寄託されていたが、2018年（平成30年）には、国宝指定を記念して、博物館に寄託の像が堂に戻り、1,001体が勢ぞろいした。
1937年（昭和12年）から20年計画で責任者の新納忠之介を中心に全1,001体の修理が行われた。1973年（昭和48年）から美術院国宝修理所によって全1,001体の修理が開始され、45年後の2017年（平成29年）12月に全1,001体の修理が完了した。
千体仏の手前には二十八部衆像28体が横一列に並び、内陣の左右端には風神・雷神像を安置する（ただし、二十八部衆像のうち4体は本尊の周囲に配置されている）。2018年（平成30年）7月に以上30体の仏像の配置が変更され、鎌倉時代の版画など古記録の研究に基づいて、創建当時と同じと思われる配置に戻された。内陣の左右両端には、拝観者から見て向かって左（南側）に雷神像、右（北側）に風神像が安置されているが、2018年（平成30年）7月以前は、1934年（昭和9年）頃の修理に伴い雷神・風神の位置が逆であった。二十八部衆像については、配置変更のほか、像名にも一部変更がある。
- 千手観音坐像（中尊）

「木造千手観音坐像 附 木造天蓋」として国宝に指定されている。寄木造、漆箔、玉眼。十一面四十二臂に表す通有の千手観音像である。像本体の高さは334.8センチ、台座や光背を含めた全体の高さは7メートルを超える。台座心棒の墨書から、作者は大仏師法印湛慶、小仏師法眼康円および小仏師法眼康清であり、建長3年（1251年）に造り始め、同6年（1254年）に完成したことがわかる。湛慶の名の後に「生年八十二」とあり、湛慶がこの時82歳であったこと、生年が逆算して承安3年（1173年）であったことがわかる。この銘記は慶安4年（1651年）の修理時に書かれたものであるが、像内の腰のあたりにある仕切り板に朱書された造像当初の銘記（現状では剥落が多く全文は不明）を忠実に写したものと考えられている。本像は保存状態がよく、後世に補作されることの多い台座、光背、天蓋も、本像の場合は当初のものが残っている。光背は宝相華文透彫の上に、観音三十三応現身を表したものである。三十三応現身とは、『法華経』観世音菩薩普門品に説くもので、観音が衆生救済のために33種の姿に変じて現れる姿をいう。
- 千手観音立像（1,001躯）

「木造千手観音立像1,001躯」として国宝に指定されている（2018年度指定））。寄木造または割矧ぎ造、漆箔。像高は166 - 167cm前後。
千手観音立像には1体ずつ番号が振られており、堂内南端（本尊に向かって左端）の最上段が1号像、南端の最下段が10号像、堂内北端（本尊に向かって右端）の最上段が991号像、北端の最下段が1,000号像、本尊背後に立つ1体が1,001号像である。昭和戦前期には、南側から入堂し北側へ抜ける拝観順路であったため、南から北へと番号が振られている。
1,001体のうち、建長元年（1249年）の火災の際に救い出された、創建時の平安時代の像（長寛仏）は124体、再建時（鎌倉時代）の像は876体あり、他に室町時代に追加された像が1体のみ（32号像）ある。玉眼（眼の部分に水晶を使用する）を嵌入する像は5体のみ（78号、80号、120号、169号、459号）で、他は彫眼である。
平安時代の像には銘記はない。鎌倉時代の復興像は2006年（平成18年）時点、504体について銘記が確認されており、当時の奈良仏師（慶派）、京都仏師（円派、院派）の主要仏師が造像に動員されている。創建時の像（長寛仏）のうち、拝観者の目につきやすい最前列（最下段）に安置されるのは、160号、280号、300号、440号、450号、570号、670号、800号、890号の9体である。湛慶作の像は10号、20号、30号、40号、520号、530号、540号、550号、560号の9体で、いずれも堂内最前列に安置されている。その他の主要仏師の作は以下のとおり。
慶派 - 康円（50号像など6体）、行快（490号像1体のみ）
円派 - 隆円（500号像など35体）、昌円（6体）、栄円（5体）、勢円（8体）
院派 - 院継（400号像など14体）、院遍（7体）、院承（30体）、院恵（30体）、院豪（28体）、院賀（11体）
510号像には「運慶」の銘記があるが、これは後世の偽銘と考えられている。平安時代の像（長寛仏）は定朝様式を受け継ぐ作風を示す。すなわち、全体に太造りで、体部に厚みがあり、合掌した両腕の張りがゆったりとし、面相は丸顔で伏し目がちである。一方、鎌倉時代の湛慶の作品は、長寛仏の作風を受け継ぎつつ、衣文線を左右非対称として変化をつけるなどの相違がみられる。
各像の内部には像内納入品がある。主要な納入品は千手観音種子月輪牌（檜材製）、千手観音および二十八部衆摺仏（すりぼとけ）、千手観音陀羅尼などで、摺仏や陀羅尼の紙片を多数折り畳み、これに木牌を添えていた。他に阿弥陀如来の摺仏、願文、毛髪などの納入品も確認されている。昭和の修理時にこれら納入品の一部は取り出されたが、納入状況の確認のみを行って、取り出されなかったものも多く、全容は未詳である。
兵庫県・朝光寺本尊である2躯の千手観音菩薩立像のうち1躯は三十三間堂の観音像と様式が一致し、当堂から移されたものと推定されている。
- 風神雷神像

「木造風神雷神像2躯」として国宝に指定されている。鎌倉復興期の作。それぞれ堂内左右端に安置。風袋と太鼓をそれぞれ持った風神・雷神像の姿をユーモラスに表したこれらの像は、俵屋宗達の『風神雷神図屏風』のモデルになったともいわれる。寄木造、彩色、玉眼。像高は風神が111.5センチ、雷神が100.0センチ。風神は風袋を負い、右膝を突き、左膝を立てる。手指は4本、足指は2本である。雷神は連鼓を負い、両手にそれぞれ桴（ばち）を持ち、風神とは対称的に左膝を突き、右膝を立てる。手指は3本、足指は2本である。風神雷神の図像は中国由来のもので、敦煌莫高窟第249窟（西魏、6世紀前半）には阿修羅像と並んで風神雷神像がみえる。日本における風神雷神の彫像としては三十三間堂像が最古のものである。
- 二十八部衆像

「木造二十八部衆立像28躯」として国宝に指定されている。寄木造、彩色、玉眼。像高は最大の大梵天王が169.7センチ、最少の神母女（旧称・摩和羅女）が153.6センチ。『一代要記』には、建長元年（1249年）の火災では二十八部衆像は救い出されたことになっているが、現存の像は技法・様式から鎌倉復興期の作とみなされている。二十八部衆は、千手観音の眷属であり、千手観音を信仰する者を守護するとされている。28体の中には四天王、金剛力士（仁王）のようになじみ深いものと、由来のはっきりしないものとが混在する。『千手観音造次第法儀軌』という経典に基づく造像とされる。これらの像は本来は本尊像の両脇を取り囲む群像として安置されていたものであるが、近代になって堂の西裏の廊下に一列に安置されるようになり、20世紀末に現在のように千体仏の前面に配置されるようになった。やせ衰えた老人の肉体をリアルに描写しつつ、崇高さを失わない婆藪仙（ばすせん）像は28体の中でもよく知られている。

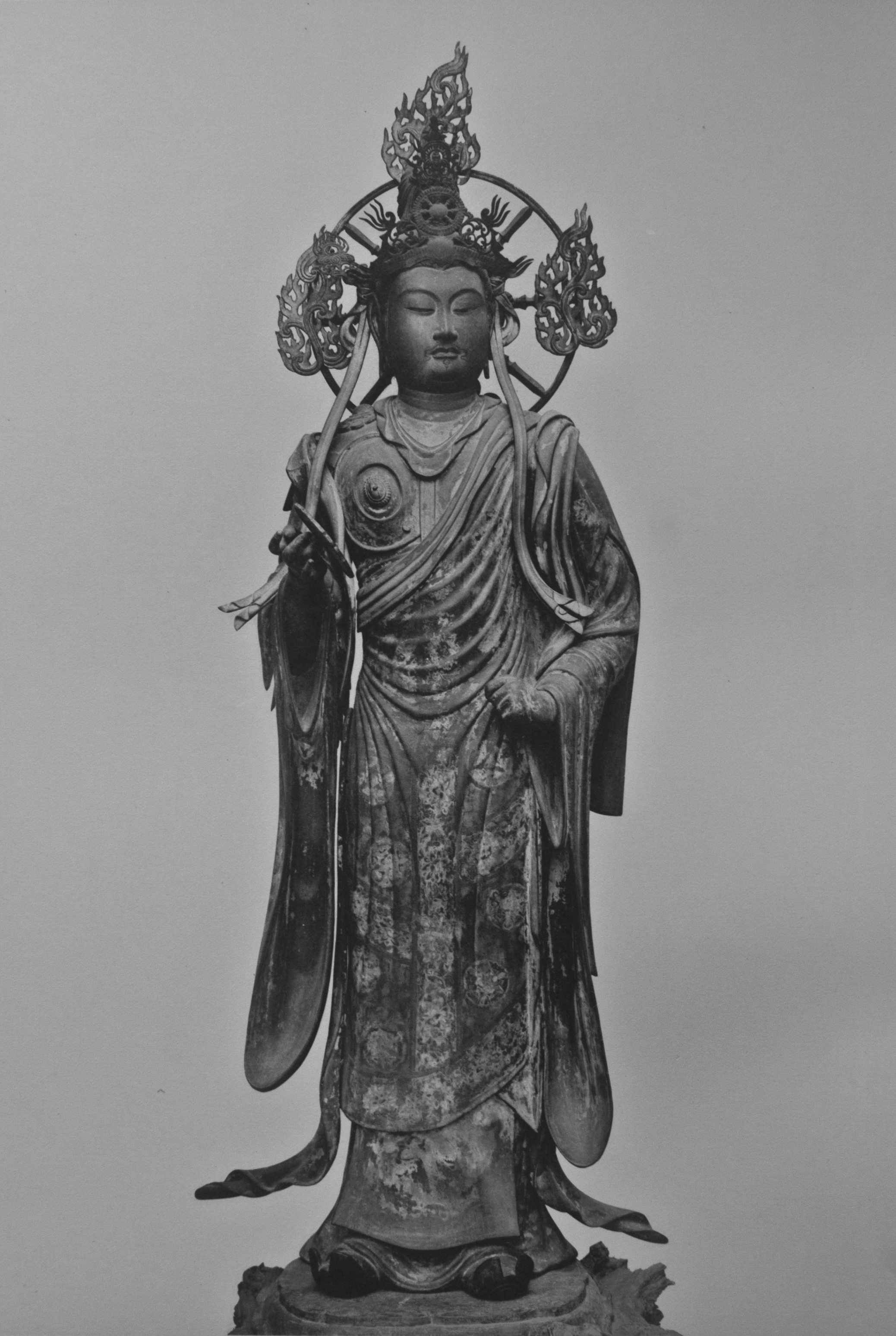
二十八部衆像のうち帝釈天王
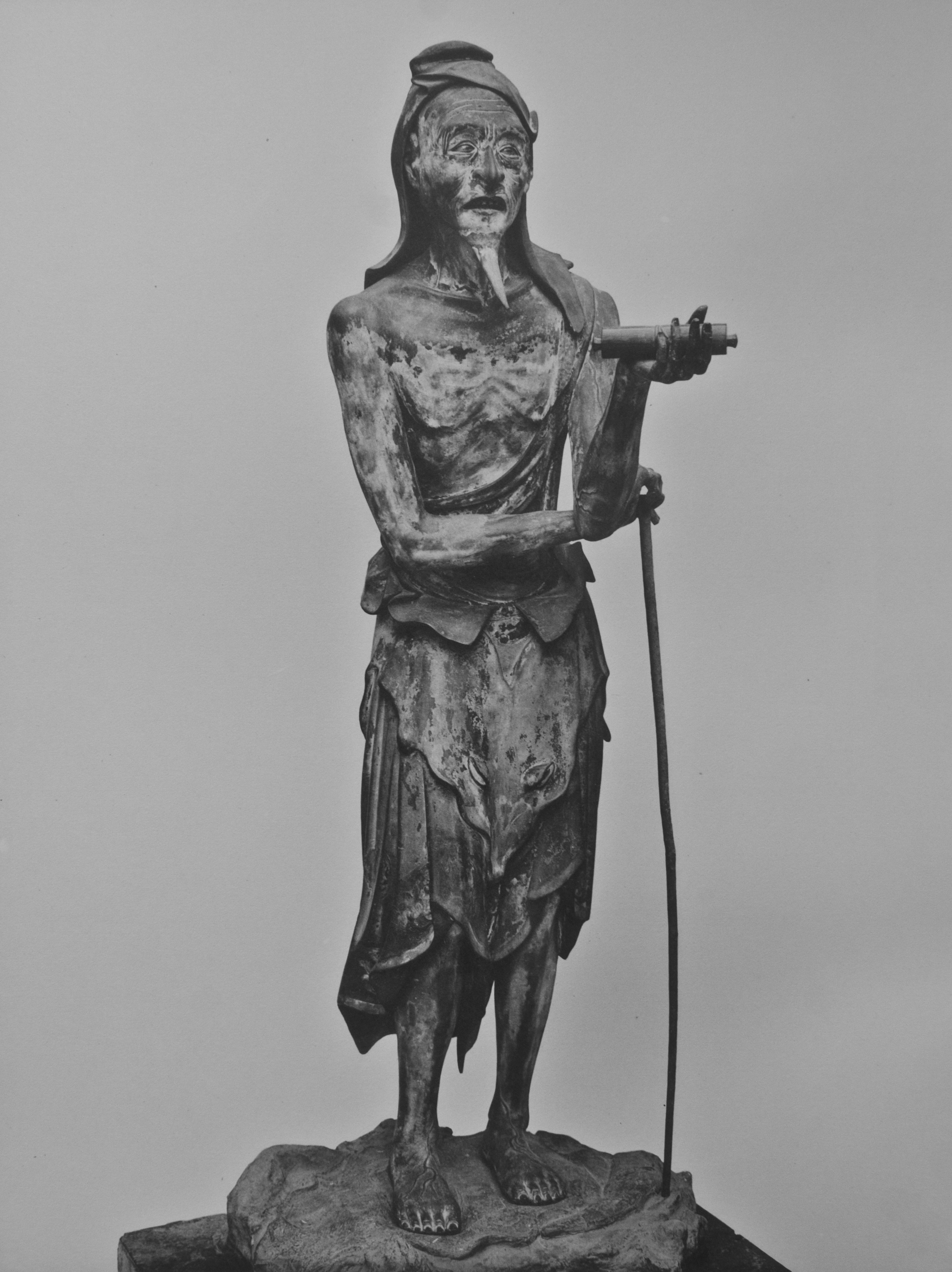
二十八部衆像のうち婆藪仙
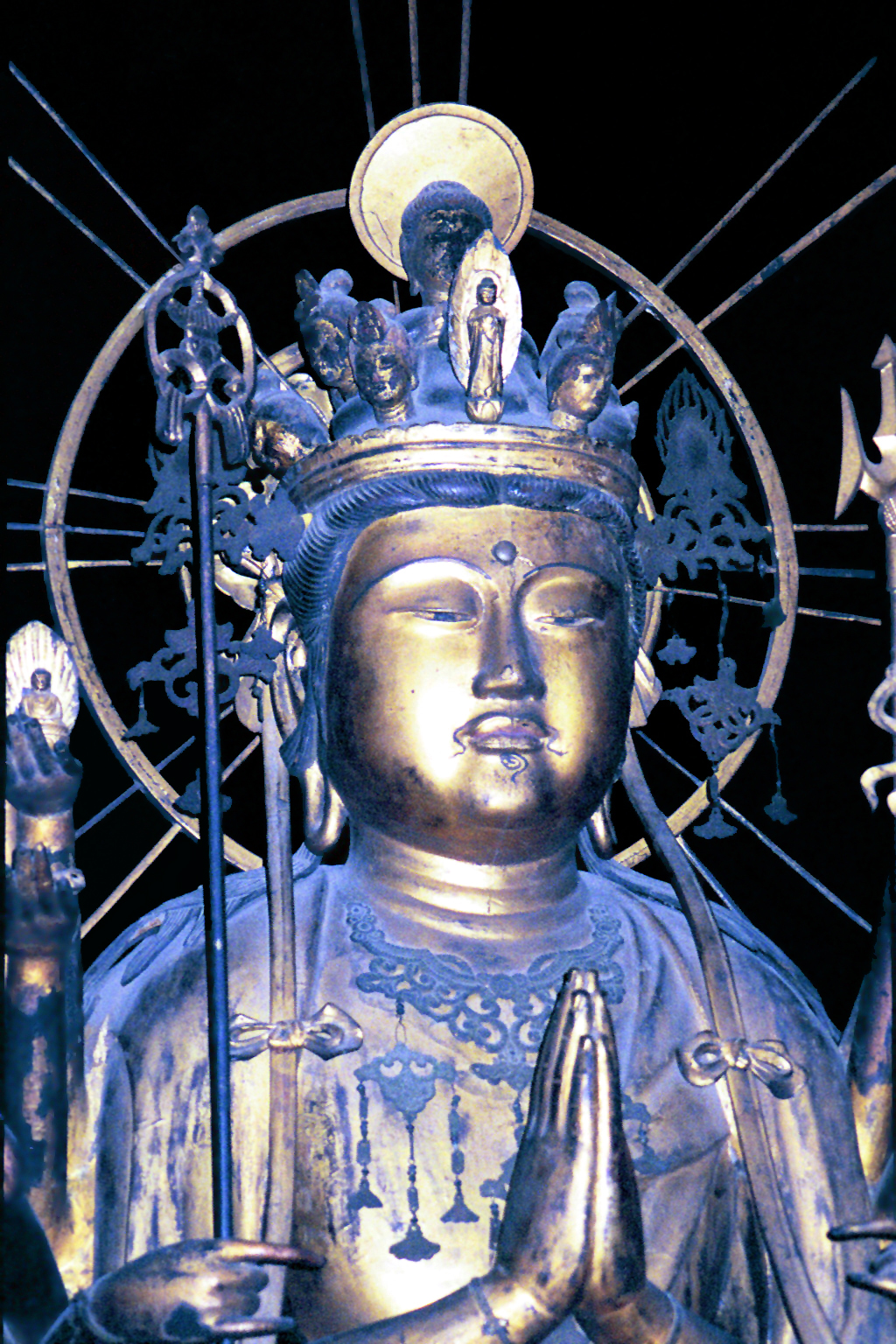
千手観音立像1001躯のうち40号像（湛慶作）

### 二十八部衆像の配置換えと像名変更
二十八部衆は、千手観音の眷属28体からなる群像である。三十三間堂に安置される木造二十八部衆像28体の各像の名称については、長い年月の間に混乱が生じ、必ずしも本来の像名ではないものが含まれていた。このため、三十三間堂を管理する妙法院では、2018年（平成30年）、千手観音立像1,001体の修理完了と国宝指定を機に、二十八部衆像の配置換えと一部の像の名称変更を行い、学術的により正確な名称と配置に改めた。
二十八部衆は、おおむねインドのバラモン教の神々に起源があり、伽梵達摩訳『千手経』の偈（げ）や『金光明経』「鬼神品」に列挙される護法神にのそのルーツが求められる。しかし、2018年（平成30年）に名称変更が行われる以前の三十三間堂の二十八部衆像の像名（以下、「従来の像名」という）は、これらの経典に登場するものとは必ずしも一致せず、混乱が生じていた。従来の像名には、「満仙王」、「金大王」、「摩和羅女」など、『千手経』・『金光明経』のいずれにも登場しない、典拠不明のものが含まれていた。また、江戸時代初頭の慶長年間（1600 - 1605年）に仏師康正が二十八部衆像の修理を行っているが、その際に康正が残した修理銘には、従来の像名とは異なる名称が記されているものがあった。
美術史家の伊東史朗は、1997年刊行の著書において、滋賀・常楽寺の木造二十八部衆像や京都・禅林寺所蔵の千手観音二十八部衆画像（南北朝時代）との比較を通して、三十三間堂像の正しい像名復元を試みた。彫像の場合は、長い年月の間に各像の持物や手先などが後補のものに変わっている場合があるが、画像の場合はそのおそれがなく、像名が添え書きされた画像と比較することは、正確な像名を知るための有効な手段となる。ただし、伊東が比較に用いた禅林寺本は南北朝時代の作で、三十三間堂像の創建から約200年後、現存する二十八部衆像の制作から約100年後の画像であることから、禅林寺本との比較によってすべての問題を解決するには至らなかった。
2018年（平成30年）の像名変更に際し、妙法院では、前述の伊東の研究成果に加え、解体修理時に見出された各像の彩色痕跡、前述の慶長期の修理銘、細見美術館所蔵の千手観音二十八部衆画像（前述の禅林寺の画像より古い、鎌倉時代の作）との比較などを踏まえて像名を決定した。それとともに、堂内における各像の配置も変更された。なかでも注目されるのは四天王像の配置場所である。2018年以前は、本尊千手観音坐像の周囲には二十八部衆のうちの四天王像4体が安置され、他の24体は須弥壇の最前列に横一列に配置されていた。2018年の配置換え後は、本尊の周囲に近侍するのは婆籔仙、大弁功徳天、大梵天王、帝釈天王の4体となり、四天王4体は、須弥壇最前列の、本尊にもっとも近い位置に左右2体ずつ配置されるようになった。これは、敦煌壁画などにおける千手観音と眷属像の配置を参照した結果によるものである。
以下は、二十八部衆の像名一覧である（2018年の像名変更以前と以後の対照表）。(*)印を付した13体は、2018年に像名が変更されたもの。なお、他の15体についても一部漢字表記の変更がある。
二十八部衆の像名一覧
| 像名（新）    | 読み方               | 像名（旧） | 像容                                                                                               | 特色 |
| ------------- | -------------------- | ---------- | -------------------------------------------------------------------------------------------------- | --- |
| 那羅延堅固    | ならえんけんご       | 那羅延堅固 | 上半身裸形の力士形、開口し、右手は掌を開いて下げ、左手は肩の辺に上げ拳をつくる                     | 金剛力士（仁王）の阿形に相当。 |
| 難陀龍王      | なんだりゅうおう     | 難陀竜王   | 武装像、両手で竜の体部を支える                                                                     | 『千手経』の受持者を守る龍王。 |
| 摩睺羅        | まごら               | 摩睺羅迦王 | 五眼をもつ異相、琵琶（後補）を弾く姿に表す、頭上に蛇が乗る                                         | 八部衆の一。 |
| 緊那羅(*)     | きんなら             | 神母天     | 女神、両手を胸の辺に上げ、鈸子（ばっし、シンバルに似た楽器、後補）を持つ                           | 八部衆の一。 |
| 迦楼羅        | かるら               | 迦楼羅王   | 半人半鳥の異形、横笛を吹き、右足のつま先を上げてリズムを取る姿で表す                               | 八部衆の一。 |
| 乾闥婆 (*)    | けんだつば           | 緊那羅王   | 腹前に羯鼓（かっこ、後補）を構え、両手で叩く動作をする                                             | 八部衆の一。 |
| 毘舎闍(*)     | びしゃじゃ           | 乾闥婆王   | 上半身裸形、右手は肩の辺に上げ輪宝（後補）を捧げ持ち、左手は胸辺に上げる（持物欠）                 | 屍肉を喰らう悪鬼。 |
| 散支大将(*)   | さんしたいしょう     | 満仙王     | 武装像、右手は腰辺に構え独鈷杵（後補）を持ち、左手で戟（後補）を支える                             | 『金光明経』に説かれる夜叉神。 |
| 満善車鉢(*)   | まんぜんしゃはつ     | 毘楼勒叉天 | 武装像、右手は肩辺に上げ独鈷杵（後補）を持ち、左手は体側に下げる                                   | 満善と車鉢羅婆の二尊の夜叉神を合わせた尊格。 |
| 摩尼跋陀羅(*) | まにばだら           | 金大王     | 武装像、右手は胸の辺に上げ独鈷杵（後補）を持ち、左手は腰にあてる                                   | 八大夜叉大将の一。 |
| 毘沙門天      | びしゃもんてん       | 毘沙門天   | 武装像、右手で戟（後補）を支え、左手に宝塔（後補）を捧げる                                         | 四天王の一で北方を守護（多聞天）。 |
| 毘楼勒叉(*)   | びるろくしゃ         | 東方天     | 武装像、右手は振り上げ、剣または独鈷を持つ構え、左手は腰にあてる                                   | 四天王の一で南方を守護。 |
| 婆藪仙        | ばすせん             | 婆藪仙人   | 上半身裸形の老人、右手で杖（後補）をつき、右腕の上に左腕を乗せ、経巻（後補）を持つ                 | 千手観音の脇侍。 |
| 大弁功徳天    | だいべんくどくてん   | 大弁功徳天 | 唐装の女神（じょしん）、両手を胸の辺に上げる、元は右手に剣、左手に宝珠を持つか                     | 千手観音の脇侍。 |
| 大梵天王      | だいぼんてんおう     | 大梵天王   | 唐装、右手は胸辺に上げ（持物欠）、左手は下げ掌に小壺を載せる                                       | 帝釈天と一対で安置されることが多い。古代インドのブラフマーに由来。 |
| 帝釈天王      | たいしゃくてんおう   | 帝釈天     | 衣の下に甲を着する、右手に宝鏡（後補）を持ち、左手は腰辺に構える                                   | 梵天と一対で安置されることが多い。インドのインドラ神に由来。 |
| 提頭頼吒王(*) | だいずらたおう       | 五部浄居天 | 武装像、腹前で両腕を交叉させ、左手に短刀（柄のみ当初のもの）を持ち、右手は太刀（後補）を地面に突く | 四天王の一で東方を守護。 |
| 毘楼博叉      | びるばくしゃ         | 毘楼博叉天 | 武装像、冑を被り、右手は腰前に構え独鈷杵（後補）を持ち、左手で戟（後補）を支える                   | 四天王の一で西方を守護。 |
| 薩遮摩和羅(*) | さしゃまわら         | 摩醯首羅王 | 上半身裸形、右手は肩の高さで掌を開き、左手は頂部に鳥の付いた杖（後補）を支える                     | その由来には諸説ある謎の尊格。 |
| 五部浄居(*)   | ごぶじょうご         | 金色孔雀王 | 武装像、右手は体側に下げ、左手は胸辺で剣（後補）を縦に構える                                       | 興福寺では八部衆の「天」に相当。 |
| 金色孔雀王(*) | こんじきくじゃくおう | 散脂大将   | 武装像、顔面が裂け、中から別の顔が現れる異相、右手は振り上げ剣（後補）を持ち、左手は腰辺に構える   | 孔雀明王が騎乗する孔雀を独立した尊格としたものとされる。顔が割れて中から別の顔が現れるという姿に関しては、鳥類によく見られる雌雄モザイクを表しているのではないかという見解を三十三間堂は示している。 |
| 神母女(*)     | じんもにょ           | 摩和羅女   | 俗形の老女、合掌する姿に表す                                                                       | 鬼子母神の名で知られる安産、子育ての女神。 |
| 金毘羅        | こんぴら             | 金毘羅王   | 武装像、冑（かぶと）を被り、両手を腰の辺で構え、右手に矢、左手に弓を持つ                           | 鰐神・海神。 |
| 畢婆伽羅      | ひばから             | 畢婆迦羅王 | 武装像、右手は腰辺に構え、左手は剣または独鈷を執る構えとする                                       | その由来には諸説ある謎の尊格。 |
| 阿修羅        | あしゅら             | 阿修羅王   | 三面六臂の異形                                                                                     | 八部衆の一。 |
| 伊鉢羅(*)     | いはつら             | 満善車王   | 武装像、両手を胸の辺に上げ、右手に小槌、左手に蛇を持つ                                             | 『千手経』の受持者を守護する龍王。 |
| 娑伽羅龍王    | さがらりゅうおう     | 沙羯羅竜王 | 武装像、頭上に5匹の蛇があり、右手に剣、左手に蛇（後補）を持つ                                      | 興福寺では八部衆の「竜」に相当。 |
| 密迹金剛士    | みっしゃくこんごうし | 密迹金剛   | 上半身裸形の力士形、閉口、右手は腹の高さに上げ掌を開き、左手は腰の辺で拳をつくる                   | 金剛力士（仁王）像の内の吽形像に相当。 |

## 境内

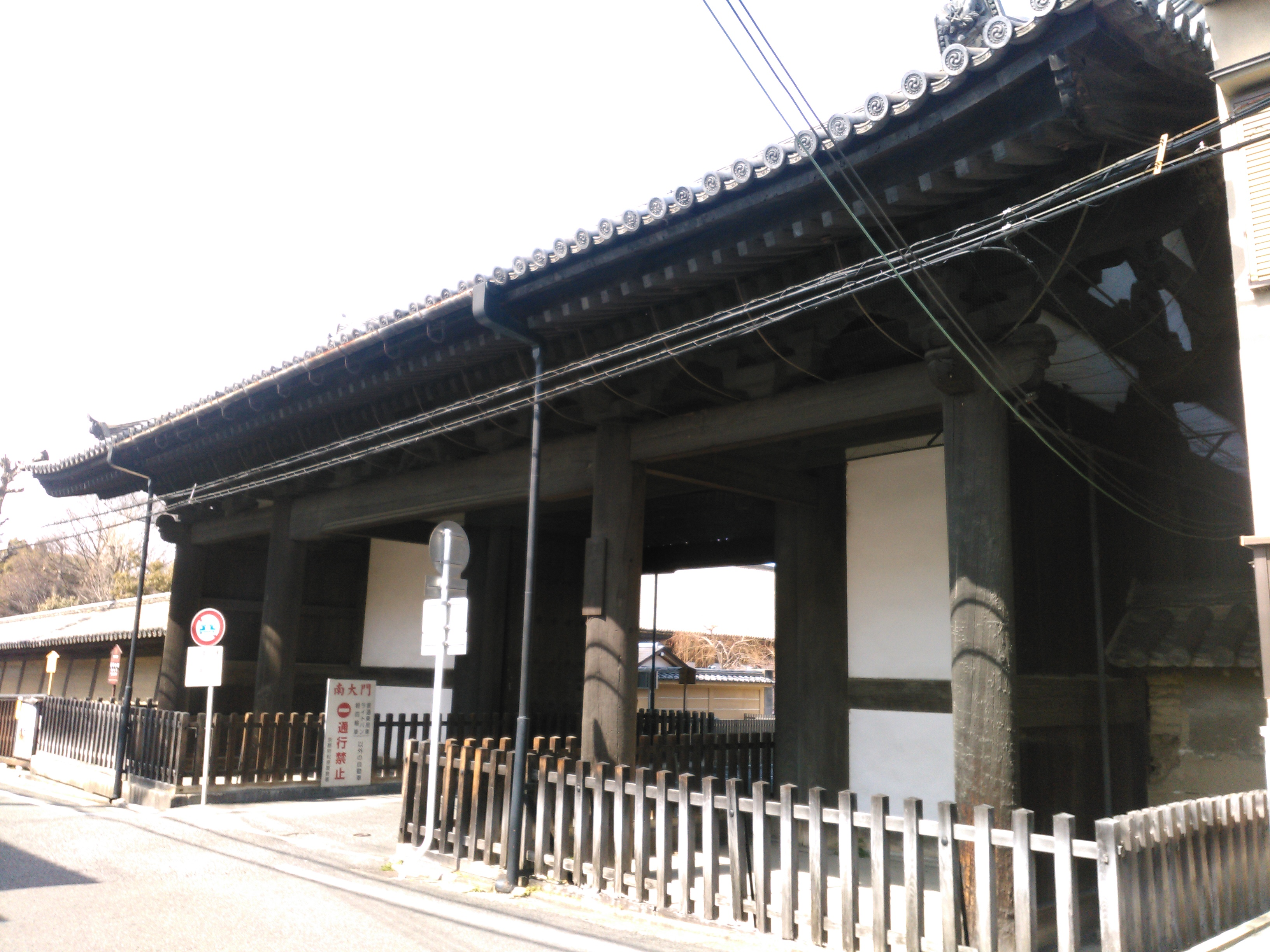
南大門と築地塀（左奥）、ともに重要文化財

- 本堂（国宝） - 文永3年（1266年）再建。解説は既述。
- 参進閣
- 普門閣 - 参拝入口、寺務所。
- 北門
- 北庭園 - 池泉回遊式庭園。
- 地蔵堂
- 東大門 - 1961年（昭和36年）建立。
- 回廊 - 1961年（昭和36年）建立。
- 南庭園 - 池泉回遊式庭園。
- 鐘楼 - 1988年（昭和63年）再建。
- 南大門（重要文化財）- 桃山時代、慶長5年（1600年）建立。切妻造、本瓦葺、三間一戸の八脚門。境内東南側の敷地外に建つ。虹梁の刻銘により豊臣秀頼が慶長5年に新築したものと推測されている。かつては慶長6年（1601年）にこれも秀頼によって建てられた西大門もあったが、1895年（明治28年）に東寺に移築され南大門（重要文化財）となっている。
- 太閤塀（重要文化財） - 桃山時代、本瓦葺。豊臣秀吉（太閤）によって寄進された築地塀。現境内の南端を区切る。方広寺大仏殿が創建された時、蓮華王院も方広寺の境内に含まれたため、その工事に伴って築造された。修理の際に「天正十六年‥‥大ふつ殿瓦」と刻んだ瓦が発見されている。軒丸瓦には豊臣家の桐紋が見られる。かつては西にも存在したが、現在は南の塀のみ残っている。塀は高さ5.3m、長さ92mに及ぶ桃山期の豪壮さを示す建造物である。
- 久勢稲荷大明神
- 西門

## 文化財

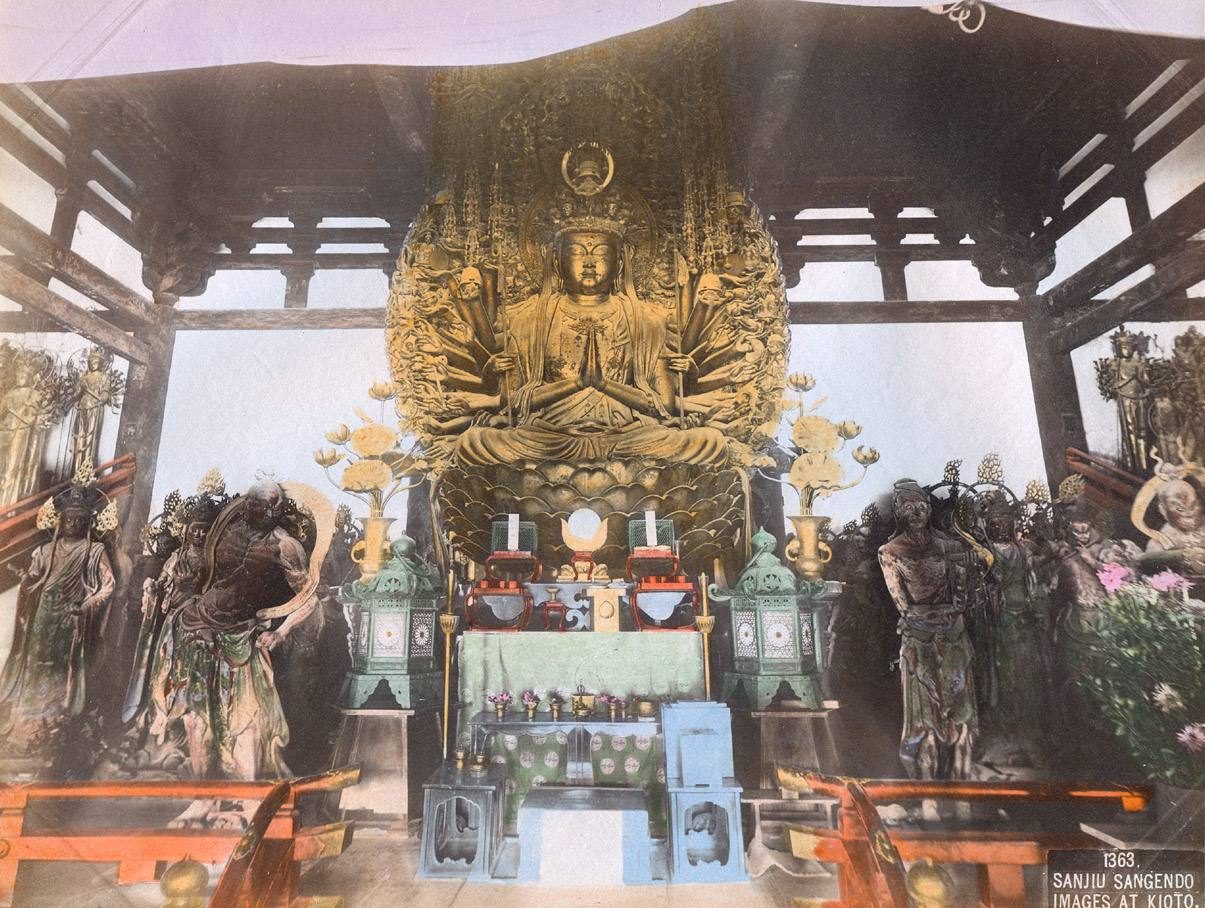
本尊千手観音坐像のかつての安置状況。この写真では二十八部衆像が本尊の左右に安置されており、現在の安置状況とは異なる。

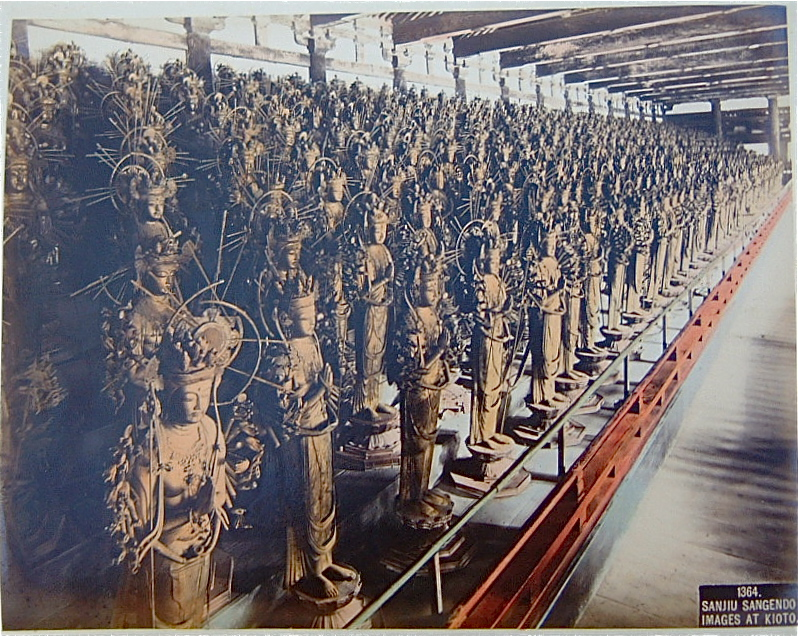
千手観音立像の安置状況

以下の指定文化財の所有者は妙法院（京都市東山区妙法院前側町）である。

### 国宝
- 本堂
- 木造千手観音坐像（附：木造天蓋）
- 木造風神・雷神像
- 木造二十八部衆立像
- 木造千手観音立像（1,001躯）

### 重要文化財
- 南大門（1900（明治33）年）
- 築地塀（太閤塀）

## 前後の札所
洛陽三十三所観音霊場
16 仲源寺　-　17 妙法院三十三間堂　-　18 泉涌寺塔頭善能寺

## 交通アクセス
- 京都市営バス（86・88・206・208号系統）「博物館三十三間堂前」下車、徒歩すぐ。
- 京都バス　｢臨東山｣系統・高野橋東詰行き ｢博物館三十三間堂前｣下車、徒歩すぐ。
- 京都駅八条口からの京都急行バス（プリンセスラインバス）「東山七条」バス停も利用できる。
- 京阪本線 七条駅 東へ徒歩5分。
- 自家用車50台分の参拝専用駐車場があり、40分まで無料（2014年時点）。

## その他
- 蓮華王院五重塔 - 治承2年（1178年）に後白河上皇の発願で建立。建長元年（1249年）焼失した。

## 周辺情報
- 京都国立博物館
- 豊国神社
- 方広寺（「国家安康」の梵鐘）
- 耳塚
- 養源院
- 智積院
- 妙法院
- 京都女子大学
- 河井寛次郎記念館
- ハイアットリージェンシー京都